# Mustafa Kemal Atatürk
Mustafa Kemal Atatürk (1881. – 10. studenoga 1938.), turski vojni zapovjednik, narodni vođa i utemeljitelj Republike Turske te njen prvi predsjednik (1923. – 1938.).

## Životopis
Rođen je kao Mustafa 1881. godine u Solunu, otac mu je bio dočasnik koji je postao trgovac drvima. S 12 godina upisao se u vojnu školu u Solunu, centru grčkog i slavenskog nacionalizma. Tu je od nastavnika dobio nadimak Kemal ("savršen"). Od godine 1896. pohađao je vojnu akademiju u Bitoli, a od 1899. u Istanbulu, završivši je u siječnju 1905. godine. Zbog njegovih aktivnosti u tajnom pokretu Mladoturaka koji se borio protiv autokratskog režima Otomanskog Carstva, čiji je Turska bila dio, Atatürk je dobio izmještaj u Siriju. Tu u Damasku osniva revolucionarnu organizaciju Vatan ve Hürriyet (Domovina i sloboda).
Nakon što je 1907. godine premješten u Solun pridružio se tajnom udruženju Komitetu za jedinstvo i progres, koje je pokrenulo revoluciju Mladoturaka u srpnju 1908. godine. Sudjeluje u mladoturskoj revoluciji, ali i kao načelnik štaba Mahmud Šefket-paše u gušenju kontrarevolucije Abdul Hamida u Carigradu (1909.) Borio se protiv Italije u Libiji (1911. i 1912.) kada je promaknut u čin bojnika u studenome 1911. godine. Za vrijeme Balkanskih ratova (1912. – 1913.) organizirao je obranu Dardanela, a nakon toga je bio vojni savjetnik u Bugarskoj, počevši od listopada 1913. godine. U doba 1. svjetskog rata, kada je Turska ratovala na strani Njemačke, Atatürk je stekao vojni ugled na bojnom polju kod Galipolja 1915. godine gdje je uspio odbiti invaziju Saveznika. Osim toga bio je i na Kavkazu kao zapovjednik 2. kavkaske armije (1916. – 1917.). Na kavkaskom je frontu 1917. godine dobio čin brigadnog generala i naslov paše. Pred kraj rata premješten je na palestinski front gdje je bio zapovjednik 6. armije. Nedugo nakon potpisivanja mira u listopadu 1918. godine vraća se u Istanbul.
Godine 1919. istupio je iz vojske i stavio se na čelo turskog nacionalnog pokreta protiv grčke okupacije i pokreta za tursku nezavisnost koju su nakon vojnog sloma Turskog Carstva na kraju 1. svjetskog rata ugrozile sile pobjednice, u prvom redu Velika Britanija. Sve to dovelo je do rata s Grčkom (koja je imala teritorijalne pretenzije spram Turske), a koju je Velika Britanija aktivno potpomagala. Grčka vojska okupirala je Izmir i anatolijsku obalu 15. svibnja 1919. godine. Atatürk je smjesta počeo raditi na ujedinjavanju turskog nacionalnog pokreta i stvaranju vojske za obranu zemlje. No, prvo se morao boriti protiv Otomanskog sultanskog režima u Istanbulu, koji je bio voljan dopustiti komadanje nacionalnog teritorija. Kako je vlada bila kompromitirana dopuštanjem Saveznicima okupacije dijela Turske, Atatürk je uspostavio privremenu vladu u Ankari u travnju 1920. godine. Velika turska narodna skupština izabrala ga je 2. svibnja 1920. za predsjednika vlade.
Nakon početnih poraza u borbama s Grcima ipak mu je pošlo za rukom pobijediti u odlučujućim bitkama kod mjesta Sakarya (kolovoz, 1921. godine) i Dumlupinara (kolovoz, 1922.), zauzimajući Izmir u rujnu. U ratu s Grcima 1919. – 1922. odnosi pobjedu, izbacuje Grke iz Male Azije i time sprječava izvršenje nepovoljnog mirovnog ugovora iz Sèvresa (Sevra) koji je Grčkoj prepuštao i dijelove Male Azije. Nakon što je otklonio grčku prijetnju, Atatürk se okrenuo ka unutarnjoj prijetnji - zbacio je sultana Mehmeda VI. s vlasti 1922. godine, te je sultanat ukinut 1. studenoga iste godine. Dana 22. listopada 1923. godine na zasjedanju Velike narodne skupštine Turska je proglašena republikom, a Mustafa Kemal je proglašen za njenog prvog predsjednika. Skupština mu je tada dala naziv Gazi (Pobjednik). Kasnije 1934. godine Velika narodna skupština daje mu naziv Atatürk (Otac Turaka) u znak zahvale za sve ono što je učinio za turski narod. Potom u kolovozu 1923. god. Atatürk osniva Narodnu stranku, čiji je i idejni vođa, (kasnije, 1924., preimenovana je u Republikansku narodnu stranku) i uspostavlja jednostranački režim, koji je (izuzev dva kratka eksperimenta 1924. – 1925. i 1930.) trajao do 1945. godine. Predsjednik stranke je ostao do kraja svog života.

## Utjecaj
Atatürk je utemeljio modernu i građansku tursku državu, koristeći svoj veliki ugled i karizmu kako bi sproveo obiman program reformi. Izvršio je progresivne reforme koje su iz korijena promijenile lik zemlje i pretvorile je u modernu državu. Između ostalog: proklamirana je jednakost svih građana; provedena je agrarna reforma; ukinut je kalifat (1924.); stvoreno je moderno građansko zakonodavstvo i kazneno zakonodavstvo (1926.); izvršena je reforma kalendara, jezika i pravopisa - uvedena je latinica umjesto arapskog pisma (1928.); odvojena je vjera od države tako što je 1928. uklonio iz ustava dio koji je islam deklarirao kao državnu religiju; zabranjeno je nošenje zara, fesa i feredže; dana je ravnopravnost i izborno pravo ženama (1934.) i dr. Reforme su nailazile na otpor, ali je Kemal energično suzbijao svaki pokušaj vraćanja na staro.
I danas u Turskoj postoji kult osobe Atatürka: njegovi portreti se nalaze u javnim zgradama i po trgovima; po njemu su nazvani npr. nekadašnja istanbulska zračna luka, jedan od mostova preko Zlatnog roga (Haliç) i mnoge ulice, a njegovi kipovi krase mnoge trgove. 

## Vanjske poveznice
Atatürk, Mustafa Kemal